# Manfred Wehdorn
Manfred Wehdorn (* 23. Jänner 1942 in Wien) ist ein österreichischer Architekt.

## Leben
Manfred Wehdorn studierte von 1960 bis 1966 Architektur an der Technischen Universität Wien. 1969 promovierte er mit der Dissertation über „Die Baudenkmäler des Eisenhüttenwesens in Österreich. (Ein Beitrag zur Erforschung u. Erhaltung techn.-wirtschaftl. Bauten.)“. 1979 folgte in den Fachgebieten Denkmalpflege und Industrie die Habilitation.
Von 1981 bis zu seiner Emeritierung 2012 war Wehdorn Professor an der Technischen Universität Wien und dabei Vorstand des Institutes für Kunstgeschichte und Denkmalpflege. Seit dem Jahr 1973 führt er ein eigenes Architekturbüro in Wien.

## Tätigkeit in Gremien und Organisationen
- 1984–1998: Lehrauftrag an der internationalen Denkmalpflegeschule (ICCROM) in Rom
- 1985–1989: Vorsitzender der Arbeitsgruppe ´Industrial Heritage´ beim Europarat in Straßburg
- 1986–1991: Vorsitzender des Denkmalbeirates für Österreich
- seit 1988: Mitglied des Wiener Altstadterhaltungsfonds
- 1991–1998: Vorsitzender des Fachbeirates für Stadtplanung und Stadtgestaltung für Wien
- seit 1998: Experte für Fragen der Denkmalpflege in der Europäischen Kommission in Brüssel (Vertretung Österreich)
- 1999–2003: Mitglied des Senats der Technischen Universität Wien
- 2004–2012: Vorstand des neu gegründeten Institutes für Kunstgeschichte, Bauforschung und Denkmalpflege der TU Wien

## Bauwerke

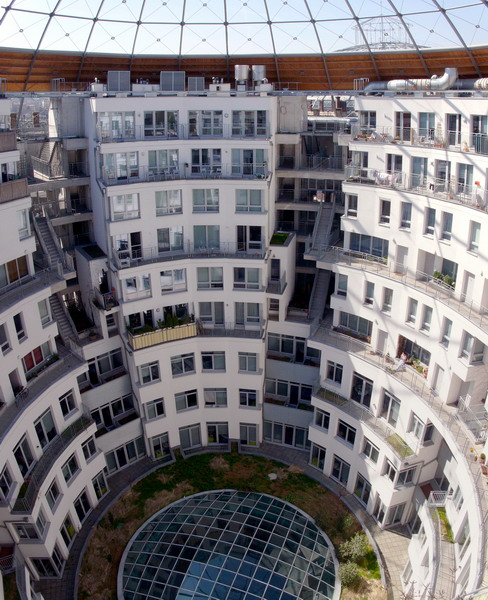
Gasometer C innen

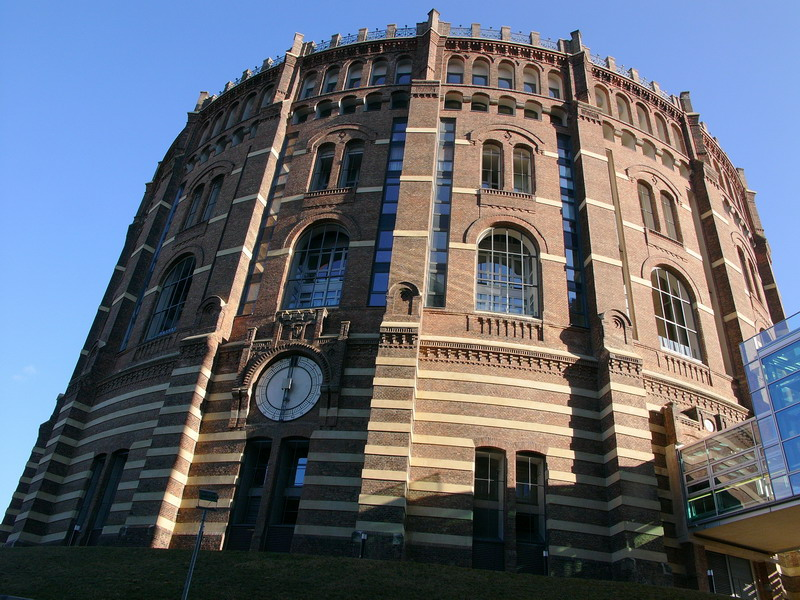
Der Gasometer C

- 2011–2013: Generalsanierung Hofpavillon des U-Bahnhofs Hietzing in Wien
- 2007–2013: Generalsanierung Stadtpalais Liechtenstein in Wien
- 2009–2010: Restaurierung der Beletage des Vereinshauses des Österreichischen Ingenieur- und Architektenvereins in der Eschenbachgasse in Wien
- 2004: Kesselhaushof in der Hofburg in Wien
- 2002: Umbau der historischen denkmalgeschützten Raubtieranlage im Tiergarten Schönbrunn
- 1999–2001: Umbau und Neunutzung der Gasometer in Wien
- 1998–2003: Kultuererbe-Projekt Aserbaidschan (Baku, Sheki, Nackichevan, Karabaglar)
- 1995–2001: Errichtung des MuseumsQuartiers in Wien in der alten Stallburg der Hofburg.
- 1992–2004: Revitalisierung vom Stift Admont
- 1992–1997: Wiederherstellung der Redoutensäle der Wiener Hofburg nach einer Feuersbrunst
- 1992–2000: Friedhofskirche zum heiligen Karl Borromäus im Wiener Zentralfriedhof
- 1990–1994: Revitalisierung vom Palais Harrach (Freyung) in Wien

## Publikationen
- Baudenkmäler der Technik und Industrie in Österreich, 1984, Band 1 für Wien – Niederösterreich – Burgenland, ISBN 3-205-07202-2
- Baudenkmäler der Technik und Industrie in Österreich, 1984, Band 2 für Steiermark, ISBN 3-205-05202-1
- Wien. Ein Stadtführer durch das Weltkulturerbe der UNESCO. Springer, Wien 2004.
- Das historische Zentrum: Weltkulturerbe der UNESCO. Eine Dokumentation von Manfred Wehdorn. Springer, Wien 2004.
- mit Leopold Auer: Das Haus-, Hof- und Staatsarchiv. Geschichte – Gebäude – Bestände. Wien 2003.
- Baualtersplan Wien-Innere Stadt. freytag&berndt, Wien 2011, ISBN 978-3-7079-1379-8

## Auszeichnungen
- 1992: Österreichisches Ehrenkreuz für Wissenschaft und Kunst I. Klasse
- 1999: Goldenes Ehrenzeichen für Verdienste um das Land Wien
- 2002: Großes Silbernes Ehrenzeichen für Verdienste um die Republik Österreich (1952)[3]